# Les Nouvelles Enquêtes de Ric Hochet
Pour un article plus général, voir Ric Hochet.
Les Nouvelles Enquêtes de Ric Hochet est une série reprise de bande dessinée franco-belge créée par le dessinateur Simon van Liemt et le scénariste Zidrou d'après la série belge de Tibet et d'A.-P. Duchâteau, publiée au no 50 du mars 2015 dans L'Immanquable et éditée en mai 2015 par Le Lombard.

## Accueil critique
Nicolas Domenech de Planète BD remarque que « Zidrou revisite la légende sans l’écorner, bien au contraire, il la réinterprète avec talent. C’est à Van Liemt, français et non belge comme son nom ne l’indique pas, que revient l’honneur de dessiner ce nouveau Ric Hochet. Son trait rafraîchissant est loin des standards de Tibet. Les cadrages sont modernes. Les scènes d’action sont dynamiques. Sa relecture graphique de Ric Hochet est parfaite en tout point, même si les premières pages sont déconcertantes pour les fans de la première heure. Tibet, où qu’il soit, peut être fier de son fils graphique. On ne s’ennuie pas une seconde ! Avec ce nouveau duo d’auteurs, Ric Hochet revient aux affaires par la grande porte ».
Tandis que Philippe Tomblaine de BDZoom pense qu'« on n’aurait mieux fait pour rendre les personnages de Tibet et Duchâteau à leur fascinante et mémorable vie de papier » et Benjamin Roure de BoDoï souligne que « Zidrou est un scénariste très malin. On ne l’attendait pas dans ce registre, mais il démontre son sens du dialogue et des situations, pour dépoussiérer un héros qui sentait la naphtaline à des kilomètres ».
Pour le troisième album Comment réussir un assassinat (2018), Didier Pasamonik de l'Actua BD souligne que c’est « une version respectueuse et intelligente, qui manie la nostalgie et le second degré avec une maîtrise inégalée ».

## Publications

### Revue
L'Immanquable
- R.I.P. Ric !, no 50 du mars 2015[1] au no 53 du juin 2015[5], dBD
- Meurtres dans un jardin français, no 69 du novembre 2016[6] au[Quand ?], dBD

### Albums
- 1 R.I.P., Ric !, Le Lombard, mai 2015
Scénario : Zidrou - Dessin : Simon van Liemt - Couleurs : François Cerminaro - (ISBN 978-2-8036-3559-7)
- 2 Meurtres dans un jardin français, Le Lombard, novembre 2016
Scénario : Zidrou - Dessin : Simon Van Liemt - Couleurs : François Cerminaro - (ISBN 978-2-8036-3689-1)
- 3 Comment réussir un assassinat, Le Lombard, mai 2018
Scénario : Zidrou - Dessin : Simon Van Liemt - Couleurs : François Cerminaro - (ISBN 978-2-8036-7173-1)
- 4 Tombé pour la France, Le Lombard, janvier 2020
Scénario : Zidrou - Dessin : Simon Van Liemt - Couleurs : François Cerminaro - (ISBN 978-2-8036-7443-5)
- 5 Commissaire Griot, Le Lombard, avril 2021
Scénario : Zidrou - Dessin : Simon Van Liemt - Couleurs : François Cerminaro - (ISBN 978-2-8036-7772-6)
- 6 Le Tiercé de la mort, Le Lombard, septembre 2022
Scénario : Zidrou - Dessin : Simon Van Liemt - Couleurs : François Cerminaro - (ISBN 9782808203463)
- 7 Crimes-sur-mer, Le Lombard, juin 2024
Scénario : Zidrou - Dessin : Simon Van Liemt - (ISBN 9782808203463)